# Демерсальна зона
Демерсальна зона — одна із зон моря або океану, також глибоких озер.
Демерсальна зона являє собою товщу води, який знаходиться поблизу морського дна і відповідно під його суттєвим впливом. Ця зона знаходиться вище бентичної зони, але під значним її впливом. Разом із нею утворює шар більшої профундальної зони.